# Brachyanax aterrimus
Brachyanax aterrimus är en tvåvingeart som först beskrevs av Carl Ludwig Doleschall 1859.  Brachyanax aterrimus ingår i släktet Brachyanax och familjen svävflugor. Inga underarter finns listade i Catalogue of Life.